# Maddison Brown
Maddison Brown (* 23. April 1997 in Melbourne) ist eine australische Schauspielerin.

## Leben
Brown wurde im April 1997 in Melbourne geboren. Sie hat zwei ältere Schwestern. Im Alter von 5 Jahren begann Brown mit der Schauspielerei und begann dann im Alter von 12 Jahren mit dem Modeln. Als Brown 16 Jahre alt war, verließ sie die High School und anschließend auch Australien, um eine Modelkarriere in New York City zu verfolgen. Sie modelte unter anderem für  Calvin Klein, Miu Miu, Jason Wu und Jasper Conran.
2004 gab Brown im Alter von sechs Jahren ihr Schauspieldebüt in dem Fernsehfilm Go Big. 2015 war Brown als Tochter von Nicole Kidman in dem Spielfilm Spurlos – Ein Sturm wird kommen zu sehen. 2016 spielte Brown an der Seite von Elizabeth Debicki in der australischen Dramaserie The Kettering Incident mit.
Internationale Bekanntheit erlangte Brown durch die Rolle der Kirby Anders in der The-CW-Fernsehserie Der Denver-Clan, eine Neuauflage der gleichnamigen Fernsehserie aus den 1980er-Jahren, in der sie seit Oktober 2018 bis zur Absetzung der Serie 2022 zu sehen war.
Momentan lebt Brown in Atlanta.

## Filmografie (Auswahl)
- 2015: Spurlos – Ein Sturm wird kommen (Strangerland)
- 2016: The Kettering Incident (Fernsehserie, 7 Episoden)
- 2018–2022: Der Denver-Clan (Dynasty, Fernsehserie)
- 2024: To Kill a Wolf